# Samigina
Na demonologia, Gamigin (também Gamygin, Gamigm or Samigina), é o grande Marquês do inferno e que governa mais de trinta legiões de demônios.  Ele ensina todas as ciências liberais e dá conta das almas das pessoas que morreram em pecado e também, das pessoas que morreram afogadas,falando com uma voz grossa. Ele também responde ao que lhe é perguntado, e permanece com o Conjurador, até que ele ou ela se sinta satisfeito(a).

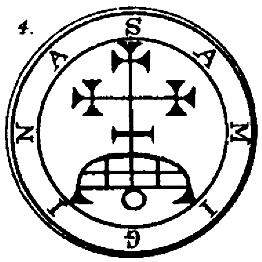
Selo de Samigina

Gamigin é descrita como um pequeno cavalo, ou na forma de um burro, formas que podem ser alteradas conforme o pedido do mágico.
Também é um dos espíritos da Ars Goetia

## Referencias
1. 1 2 3 4 5 6  Peterson, Joseph. «Lemegeton Clavicula Salomonis, or Lesser Key of Solomon». Ars Goetia. Consultado em 15 de maio de 2007
2. 1 2 3 4 5 6  Crowley, Aleister. «The Lesser Key of Solomon». Goetia. Consultado em 15 de maio de 2007
3. 1 2 3 4 5 6  Weyer, Johann. «De praestigiis daemonum». Pseudomonarchia Daemonum. Consultado em 15 de maio de 2007